# Chet Baker Sings and Plays from the Film «Let's Get Lost»
| Recensione | Giudizio |
| ---------- | -------- |
| AllMusic   |          |

Chet Baker Sings and Plays from the Film «Let's Get Lost» è un album di Chet Baker, pubblicato dall'etichetta discografica Novus Records nel 1989.
È la colonna sonora del film-documentario "Let's Get Lost - Perdiamoci" di Bruce Weber sulla vita di Chet Baker.

## Tracce

### LP
Lato A
1. Moon & Sand (Motivo di raggio di luna) – 5:30 (testo: Alessandro Maffei – musica: Chet Baker) – Registrato al "Sage & Sand Sound Studios" di Hollywood
2. Imagination – 4:52 (testo: Johnny Burke – musica: Jimmy Van Heusen) – Registrato al "Sage & Sand Sound Studios" di Hollywood
3. You're My Thrill – 4:59 (testo: Sidney Clare – musica: Jay Gorney) – Registrato allo "Studio Davout Recording" di Parigi
4. Every Time We Say Goodbye – 4:48 (Cole Porter) – Registrato al "Sage & Sand Sound Studios" di Hollywood
5. Daydream – 5:00 (testo: John Latouche – musica: Duke Ellington, Billy Strayhorn) – Registrato al "Sage & Sand Sound Studios" di Hollywood

Lato B
1. Zingaro a/k/a Portrait in Black & White – 7:33 (Antônio Carlos Jobim) – Registrato allo "Studio Davout Recording" di Parigi
2. Blame It on My Youth – 6:18 (testo: Edward Heyman – musica: Oscar Levant) – Registrato al "Sage & Sand Sound Studios" di Hollywood
3. My One and Only Love – 5:30 (testo: Robert Mellin – musica: Guy Wood) – Registrato al "Sage & Sand Sound Studios" di Hollywood
4. Almost Blue – 3:13 (Elvis Costello) – Registrato allo "Studio Davout Recording" di Parigi

### CD
1. Moon & Sand (Motivo di raggio di luna) – 5:30 (testo: Alessandro Maffei – musica: Chet Baker)
2. Imagination – 4:52 (testo: Johnny Burke – musica: Jimmy Van Heusen)
3. You're My Thrill – 4:59 (testo: Sidney Clare – musica: Jay Gorney)
4. For Heaven's Sake – 4:51 (Elise Bretton, Sherwin Edwards, Don Meyer) – Registrato al "Sage & Sand Sound Studios" di Hollywood
5. Every Time We Say Goodbye – 4:48 (Cole Porter)
6. I Don't Stand a Ghost of a Chance with You – 5:03 (testo: Ned Washington, Bing Crosby – musica: Victor Young) – Registrato al "Sage & Sand Sound Studios" di Hollywood
7. Daydream – 5:00 (testo: John Latouche – musica: Duke Ellington, Billy Strayhorn)
8. Zingaro (a/k/a Portrait in Black & White) – 7:33 (Antônio Carlos Jobim)
9. Blame It on My Youth – 6:18 (testo: Edward Heyman – musica: Oscar Levant)
10. My One and Only Love – 5:30 (testo: Robert Mellin – musica: Guy Wood)
11. Everything Happens to Me – 5:19 (testo: Tom Adair – musica: Matt Dennis) – Registrato allo "Studio Davout Recording" di Parigi
12. Almost Blue – 3:13 (Elvis Costello)

## Musicisti
Moon & Sand (Motivo di raggio di luna)
- Chet Baker – tromba, voce
- Frank Strazzeri – pianoforte
- John Leftwich – contrabbasso
- Ralph Penland – batteria, percussioni

Imagination
- Chet Baker – tromba, voce
- Frank Strazzeri – pianoforte
- John Leftwich – contrabbasso

You're My Thrill
- Chet Baker – tromba, voce
- Frank Strazzeri – pianoforte
- John Leftwich – contrabbasso
- Ralph Penland – batteria, percussioni

For Heaven's Sake
- Chet Baker – tromba, voce
- Frank Strazzeri – pianoforte
- John Leftwich – contrabbasso
- Ralph Penland – batteria

Every Time We Say Goodbye
- Chet Baker – tromba, voce
- Frank Strazzeri – pianoforte
- John Leftwich – contrabbasso
- Ralph Penland – batteria, percussioni

I Don't Stand a Ghost of a Chance with You
- Chet Baker – tromba, voce
- Frank Strazzeri – pianoforte
- John Leftwich – contrabbasso
- Ralph Penland – batteria, percussioni

Daydream
- Chet Baker – tromba, voce
- Frank Strazzeri – pianoforte
- John Leftwich – contrabbasso

Zingaro
- Chet Baker – tromba, voce
- Frank Strazzeri – pianoforte
- John Leftwich – contrabbasso
- Nicola Stilo – chitarra, flauto

Blame It on My Youth
- Chet Baker – tromba, voce
- Frank Strazzeri – pianoforte
- John Leftwich – contrabbasso

My One and Only Love
- Chet Baker – tromba, voce
- Frank Strazzeri – pianoforte
- John Leftwich – contrabbasso

Everything Happens to Me
- Chet Baker – tromba, voce
- Frank Strazzeri – pianoforte
- John Leftwich – contrabbasso

Almost Blue
- Chet Baker – tromba, voce
- Frank Strazzeri – pianoforte
- John Leftwich – contrabbasso

Note aggiuntive
- Steve Backer – produttore
- Joseph S. Debeasi – produttore associato
- Bruce Weber e Nan Bush – produttori esecutivi
- Registrazioni effettuate al Sage & Sand Sound Studios di Hollywood e allo Studio Davout Recording di Parigi
- Jim Mooney – ingegnere delle registrazioni (Sage & Sand Studios di Hollywood)
- Jerry Wood – assistente ingegnere delle registrazioni (Sage & Sand Studios di Hollywood)
- Philippe Omnès – ingegnere delle registrazioni (Studio Davout Recording di Parigi)
- Tutti i brani mixati al Clinton Recording Studios, New York
- Gene Curtis – ingegnere del mixaggio
- Neil Dignon – assistente ingegnere del mixaggio
- John S. Debeasi – supervisione del mixaggio
- Tony Dawsey – mastering (al Masterdisk di New York)
- Bruce Weber – foto copertina album
- Herbie Hancock – note retrocopertina album [2] [3]